# Express (canción de Christina Aguilera)
«Express» —en español: «Expreso»— es una canción grabada por la cantante de pop estadounidense Christina Aguilera para la banda sonora de Burlesque (2010).
La canción fue escrita por Aguilera, Christopher "Tricky" Stewart y Claude Kelly, y producida por Stewart. Se estrenó 3 de noviembre de 2010, en el aire en el programa de radio con Ryan Seacrest. "Express" recibió críticas generalmente favorables de los críticos de música, que elogiaron tanto el sonido de la vieja escuela y de contemporáneo.
Obtuvo críticas positivas por los críticos de música, que elogiaron su sonido moderno. Algunos críticos resaltaron que Christina Aguilera sigue siendo una de las mejores cantantes de la historia y la mejor en nuestros tiempos. La canción logró ubicarse en listas de polaridad del Reino Unido, Suiza, Japón, Australia y Estados Unidos.
Aguilera interpretó la canción en 2010 en el programa de televisión británico The X Factor, donde el contenido "sexual" de la presentación cosechó críticas por parte del público británico y dio lugar a una investigación realizada por Ofcom. Aguilera se presentó en la entrega 38.ª de los American Music Awards y fue uno de los aspectos más destacados de la noche, los comentaristas que recibieron Christina esa noche lo compararon con el resultado con la canción "Dirrty" durante la promoción del álbum Stripped de 2002.

## Antecedentes
En apoyo de su cuarto álbum de estudio, Bionic, Aguilera anunció sus planes para el Tour Bionic. Sin embargo, el 24 de mayo de 2010, el cantante y promotor de la gira Live Nation publicaron mensajes en sus sitios web afirmando que debido a la excesiva promoción de Bionic y la preparación de su próximo debut en el cine en Burlesque, creía que iba a necesitar más tiempo para ser capaz de armar un espectáculo que sus fanes merecen ver. Aguilera afirmó que no era posible hacerlo en menos de un mes entre el lanzamiento del álbum y el inicio de la gira que iba a necesitar más tiempo para ensayar. En la banda sonora que acompaña a la película, Aguilera trabajó con C. "Tricky" Stewart. Stewart fue el coguionista y productor de dos canciones, "Show Me How You Burlesque" y "Express", y también produjo una serie de temas, entre ellos "Something's Got a Hold on Me", "Tough Lover" y "I'm a Good Girl".Finn, Natalie (3 de noviembre de 2010). «Hear Christina Aguilera E-X-P-R-E-S-S Herself in New Burlesque Track!». E! Online. E!. Consultado el 4 de noviembre de 2010.</ref> Más tarde, la pista fue lanzado para su descarga digital el 19 de noviembre de 2010.
"Express" fue escrito por Aguilera, Christopher Stewart y Claude Kelly, y fue producido por Tricky Stewart. Se trata de un pop canción que tenga una duración de 4:20  (de cuatro minutos y veinte segundos) la canción fue compuesta en la clave de a menores y establecer como un moderado ritmo de 120 pulsaciones por minuto. La voz de Aguilera en el lapso de pista es de dos octavas, desde la baja nota de E3 de la alta nota de E5. La melodía de "Express" es similar al estilo de la vieja escuela de "Lady Marmalade", y tiene influencias del "sonido de los 50's", la mezcla con la "danza de la producción". Por lo tanto, "Express", cuenta con un sonido de la vieja escuela, sino que también "contemporánea" y "moderna".

## Lanzamiento
Un fragmento de 45 segundos de la canción fue puesto en libertad a finales de octubre de 2010, la cual se encontraba disponible en el sitio web oficial de la película.
El estreno mundial de la canción tuvo lugar el 3 de noviembre de 2010, en la estación de radio KIIS-FM de Estados Unidos, en el programa de Ryan Seacrest. De allí, entonces "Express" fue anunciado por Seacrest como primer sencillo de la banda sonora de la película. El 19 de noviembre de 2010 fue lanzado oficialmente el sencillo en Norteamérica.

## Recepción

### Crítica
La canción ha recibido comentarios positivos de los críticos. Slant Magazine habló muy bien de la canción. Decaptain.com dio a la canción una revisión positiva diciendo que «Express» es un tema de un sonido muy moderno. La revista Slant dio revisó la canción diciendo "pero hay fisión de forma que su re-fundición en el álbum Bionic de Aguilera, y el desagradable zumbido bump-and-grind". El crítico línea de películas a Morón dio a la canción una crítica positiva diciendo" "Express", el primer sencillo de la banda sonora de Burlesque, es lo que suena más moderno de aquí, que cuenta con un zumbido del siglo 21 y un estribillo que recuerda un éxito de Aguilera "Dirrty". Algunos críticos resaltaron que Christina Aguilera sigue siendo una de las mejores cantantes de la historia y la mejor en nuestros tiempos.

### Comercial
En Japón, la pista alcanzó el puesto número treinta y dos en la lista Japan Hot 100. En el Reino Unido, después de la actuación de Aguilera en el programa en The X Factor el tema alcanzó el puesto número setenta y cinco. También la pista también se ubicó en la lista de popularidad en R&B en la posición de veintiuno. En Italia, "Express" se estrenó en las listas musicales en el número noventa y cuatro, y luego, después de cinco semanas, el sencillo alcanzó el puesto número cincuenta en las listas.

## Vídeo musical
Se dieron a conocer algunas escenas del vídeo musical de "Express" el 12 de noviembre de 2010. Se muestra a Aguilera actuando como Ali para un bar tipo Burlesque, utilizando ropa interior estilizada como vestuario. El vídeo completo incluirá escenas del tráiler de la misma película.

## Presentaciones en vivo
Para promover el "Express" y la banda sonora de Burlesque, Aguilera ha realizado la pista en dos espectáculos. Aguilera interpretó "Express", por primera vez en los American Music Awards de 2010 el 21 de noviembre de 2010, celebrada en el Nokia Theatre en Los Ángeles, California. En una entrevista con MTV News acerca de la actuación, Aguilera indicó que la rendimiento sería "fantástico" y que "dar un aspecto accesorio dentro de la película". El uso de un "traje de lentejuelas negro", con botas hasta la rodilla y un jugador de bolos, Aguilera sentado en una silla con la espalda a la audiencia en el a partir de la serie. Ella comenzó a chasquear los dedos y se apoyó en el "jazz, ritmos skittery" de "Express". Más tarde, la escena revela un conjunto formado por imitar el backstage de un burlesque club, con la cantante rodeada por una serie de bailarines. Gil Kaufman de MTV News dijo que el rendimiento es un flash back a la de "Dirrty" de Aguilera.
El 11 de diciembre de 2010, Aguilera interpretó "Express" de nuevo en la séptima serie de concurso de canto de la televisión británica The X Factor. Durante el show, la cantante retozaba por todo el escenario en su ropa interior con su "ejército de bailarinas ligeras de ropa". el rendimiento de Aguilera, al igual que Rihanna que igual se presentó esa noche con el sencillo "What's My Name?", recibió críticas por ser inapropiado para pre-cuenca televisión. ITV fue posteriormente exonerado y las actuaciones se considerará ser "en el límite" de la aceptabilidad de la televisión pre-cuenca. Sin embargo, Ofcom recibió cerca de 2 868 quejas sobre el espectáculo que ofreció Christina Aguilera y Rihanna con poca ropa.

## Formatos
Digitales
| Descarga |                                |          |  |
| N.º      | Título                         | Duración |  |
| 1.       | «Express (Soundtrack Version)» | 04:20    |  |
| 2.       | «"Express" (Radio Edit)»       | 03:04    |  |
| 3.       | «"Express" (Instrumental)»     | 04:15    |  |

## Listas de popularidad
| País           | Chart (2010–11)                  | Peak posición |
| -------------- | -------------------------------- | ------------- |
| Japón          | Japan Hot 100                    | 68            |
| Suiza          | Swiss Singles Chart              | 54            |
| Reino Unido    | UK R&B Chart                     | 21            |
| Reino Unido    | UK Singles Chart                 | 75            |
| Estados Unidos | Billboard Bubbling Under Hot 100 | 2             |